# Les Grands-Chézeaux
Les Grands-Chézeaux – miejscowość i gmina we Francji, w regionie Nowa Akwitania, w departamencie Haute-Vienne.
Według danych na rok 1990 gminę zamieszkiwały 273 osoby, a gęstość zaludnienia wynosiła 20 osób/km² (wśród 747 gmin Limousin Les Grands-Chézeaux plasuje się na 375. miejscu pod względem liczby ludności, natomiast pod względem powierzchni na miejscu 481.).

## Populacja

Populacja Les Grands-Chézeaux w latach 1962–2008